# Campyloneurum ophiocaulon
Campyloneurum ophiocaulon är en stensöteväxtart som först beskrevs av Kl., och fick sitt nu gällande namn av Fée. Campyloneurum ophiocaulon ingår i släktet Campyloneurum och familjen Polypodiaceae. Inga underarter finns listade.